# Zlončice
Zlončice (en allemand : Slontschitz) est une commune du district de Mělník, dans la région de Bohême-Centrale, en République tchèque. Sa population s'élevait à 576 habitants en 2020.

## Géographie
Zlončice se trouve à 4 km à l'ouest d'Odolena Voda, à 17 km au sud-sud-ouest de Mělník et à 18 km au nord-nord-ouest de Prague.
La commune est limitée par Chvatěruby à l'ouest et au nord, par Kozomín et Postřižín à l'est, par Máslovice au sud, par Dolany nad Vltavou à l'ouest.

## Histoire
La première mention écrite de la localité date de 1052.

## Administration
La commune se compose de deux quartiers :
- Zlončice
- Dolánky